# Gerard Głuchowski
Gerard Głuchowski (ur. 24 września 1936 w Warszawie) – polski filozof specjalizujący się w filozofii indyjskiej.

## Życiorys
W latach 1959–1964 studiował psychologię i filozofię na Uniwersytecie Warszawskim. W czasie studiów poznawał literaturę filozoficzną starożytnych Indii, w szczególności systemy filozofii bramińskiej, a pośród nich system sankhji i klasycznej jogi Patańdźalego. Uczęszczał na seminarium z zakresu logiki formalnej i metodologii nauk prowadzone przez prof. Kazimierza Ajdukiewicza aby poświęcić się badaniu historii indyjskiej logiki. Śmierć profesora uniemożliwiła ten zamiar. Pracę magisterską napisał u prof. Jana Legowicza z zakresu starożytnej filozofii greckiej na temat "Zagadnienie physis w filozofii przedsokratejskiej". W 1965 uzyskał stopień magistra filozofii. 
Od 1969 pracował na stanowisku redaktora w Redakcji Filozofii PWN. Redagował książki z dziedziny logiki formalnej i metodologii nauk oraz historii filozofii. Od 1973 był pracownikiem naukowo-dydaktycznym Uniwersytetu Marii Curie-Skłodowskiej w Lublinie, gdzie oprócz filozofii systematycznej prowadził wykłady z filozofii indyjskiej, ze szczególnym uwzględnieniem jogi klasycznej. 
Pracę doktorską pisał u Andrzeja Nowickiego (profesora prowadzącego; Filozofia kultury Jana Wł. Dawida). Doktorat z filozofii polskiej obronił na UMCS-ie. Jest autorem ponad 100 prac powiązanych z problematyką religijnej i filozoficznej myśli indyjskiej.
Gerard Głuchowski posiadał szczególną wrażliwość na barwy. Malował z natury akwarelami. Temperą w latach 1962–1985 — ikony, techniką olejną zaś problematykę jogi klasycznej. W linorytach przedstawił kilka istotnych zagadnień filozofii indyjskiej. 
Jako nauczyciel akademicki w Lublinie (1973-2001) zajmował się indyjskimi systemami filozoficznymi (wykłady i publikacje). Analityczne ujmowanie zagadnień filozoficznych wpłynęło na stworzenie w latach 1962–1985 unikalnego cyklu prac ujętych w wizualną formę symboliki geometrycznej wyróżniającą 44 grupy zagadnień z zakresu jogi klasycznej. 
Pierwsza wystawa prac G. Głuchowskiego odbyła się w Galerii Azjatyckiej Muzeum Azji i Pacyfiku w Warszawie w 1989. Prace te odniosły sukces w Indiach (Krishna Chaitanya, "The Hindustan Times" 27 Dec. 1992 Gluchowski's tantric works (rec.)) jako kontynuacje mbolicznej sztuki mandali wyrażającej treści filozoficzne jogi. Cykl, który liczy 44 prace, stanowi symboliczną interpretację systemu jogi klasycznej.
Obecnie jest w trakcie redagowania pozycji "Sztuka medytacyjna w świetle jogi klasycznej", podsumowującej dorobek poznawczy wyrażający uniwersalizm filozofii hinduizmu w postaci malarskiej.

## Ważniejsze publikacje
Gerard Głuchowski jest autorem ponad stu prac zamieszczanych najczęściej w czasopismach naukowych oraz encyklopediach. Tematyka ich dotyczy często zagadnień związanych z jogą klasyczną.
- Klasyczna joga indyjska, "Studia Filozoficzne", 1970, nr 6
- Filozofia życia Jana Władysława Dawida, "Annales", UMCS, vol. 1, 1976, s. 175-186
- Pojęcie physis w filozofii przedsokratejskiej, Annales Universitatis Mariae Curie-Skłodowska. Sectio I, Philosophia, Sociologia Vol. 2, 1 (1977), strony 1-11
- Koncepcja kultury logicznej w szkole lwowsko-warszawskiej, "PSRN", 1979, nr 4, s. 18-26
- Ewolucja greckiego racjonalizmu w epoce przedsokratejskiej, "Meander", 1980, nr 5-6, s. 223-236
- Problem kosmologii w jodze indyjskiej, "Studia Filozoficzne" 1981, nr 2
- Koncepcja czasu w jodze klasycznej,  "Studia Filozoficzne" 1981, nr 9
- Propedeutyka filozofii w czasach II Rzeczypospolitej, "Ruch Filozoficzny", 1988, t. XLV, nr 3, s. 239-259
- Religijne malarstwo Dzen, "Wiadomości Uniwesyteckie", 1992, nr 7 (14)
- Moralno-społeczna doktryna buddyzmu, praca zbiorowa, Odkrywanie Dharmy, Lublin, 1993
- Symbol w kulturze, praca zbiorowa pod redakcją G. Głuchowskiego, Lublin 1995, 1999
- Metodologiczne aspekty interpretacji faktów, Księga pamiątkowa poświęcona prof. Tadeuszowi Kwiatkowskiemu, Lublin, s. 227-236
- Sztuka symboliczna w świetle jogi klasycznej, w: Zrozumieć Wschód, praca zbiorowa, Kraków 1997
- Pojęcie osobowości w jodze klasycznej, Księga pamiątkowa poświęcona prof. K. Broziemu, Lublin, 1999
- Hinduizm, w: "Buddyzm i hinduizm" w nauczaniu Jana Pawła II (1878-1999), wyd. Papieska Akademia Teologiczna, Kraków 2000
- Jan Łukasiewicz, Powszechna Encyklopedia Filozofii, wyd. Polskie Towarzystwo Tomasza z Akwinu, t. 6. Lublin 2005, s. 640-644
- Philosophia perennis Romualda Balaweldera, Galicja. Studia i materiały 2, 2016

## Ważniejsze wystawy
- Warszawa, Muzeum Azji i Pacyfiku, Galeria Azjatycka, 1989
- Lublin, Galeria INOPS, KUL, Olimp 1991
- New Delhi, Lalit Kala Art Galleries, Sahitya Kala Parishad, 1991
- New Delhi, Center for Graphic Art, Sitaram Bhartia Institute, 1992
- Lublin, Galeria Towarzystwa Przyjaciół Sztuk Pięknych
- Toruń, VI Polski Zjazd Filozoficzny, Biblioteka Uniwersytecka 1995
- Lublin, KUL, Międzynarodowa Konferencja Naukowa: Wiedza między słowem a obrazem 2009